# Казануова ди Чечилијано (Арецо)
Казануова ди Чечилијано је насеље у Италији у округу Арецо, региону Тоскана.
Према процени из 2011. у насељу је живело 9 становника. Насеље се налази на надморској висини од 254 м.